# Вільховець (доплив Монастирського)
Вільховець (пол. Olchowiec) — струмок в Україні у Тернопільському районі Тернопільської області. Лівий доплив струмка Монастирського (басейн Дністра).

## Опис
Довжина струмка приблизно 7,70 км, найкоротша відстань між витоком і гирлом — 6,90  км, коефіцієнт звивистості річки — 1,12 . Формується декількома струмками та загатою.

## Розташування
Бере початок на східній стороні від села Надорожнів. Тече переважно на південний схід через село Вільховець і у селі Рибники впадає у струмок Монастирський, правий доплив річки Золотої Липи.